# شهرستان پیل
شهرستان پیل یا منطقهٔ پیل، نام شهرستانی در انتاریوی جنوبی کانادا است. این شهرستان سه منطقهٔ شهری از غرب تا شمال غرب تورنتو دارد که عبارتند از: برمپتون، میسیساگا و کالدون. کل منطقه جزئی از منطقه تورنتوی بزرگ است. پیل، ۷۱۳٬۴۴۳ تن جمعیت دارد و از دید جمعیت در رتبهٔ ششم قرار دارد.